# Ploscoș, Cluj
Ploscoș (în maghiară Palackos) este satul de reședință al comunei cu același nume din județul Cluj, Transilvania, România.

## Imagini

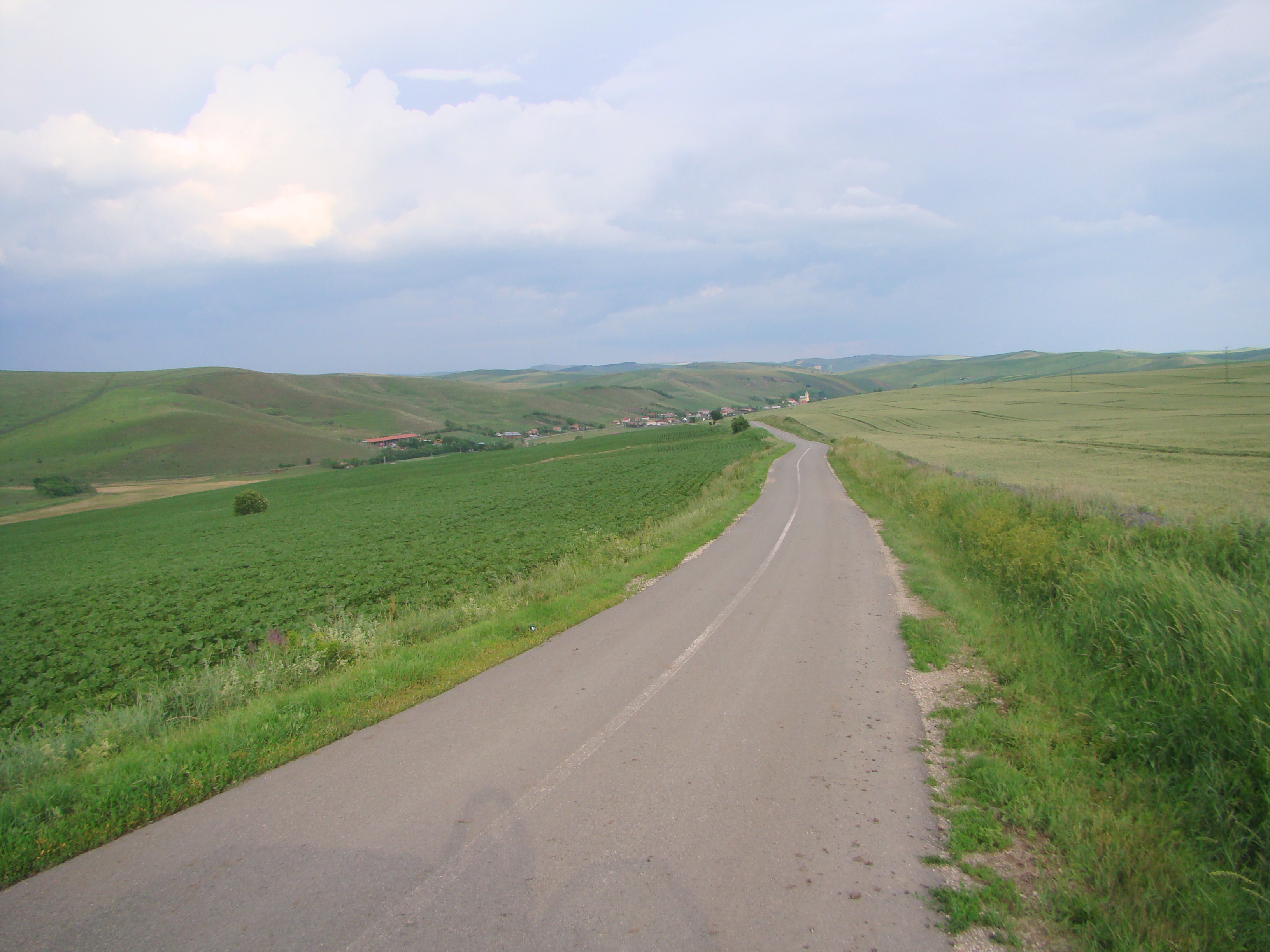
Drumul Turda-Ploscoș
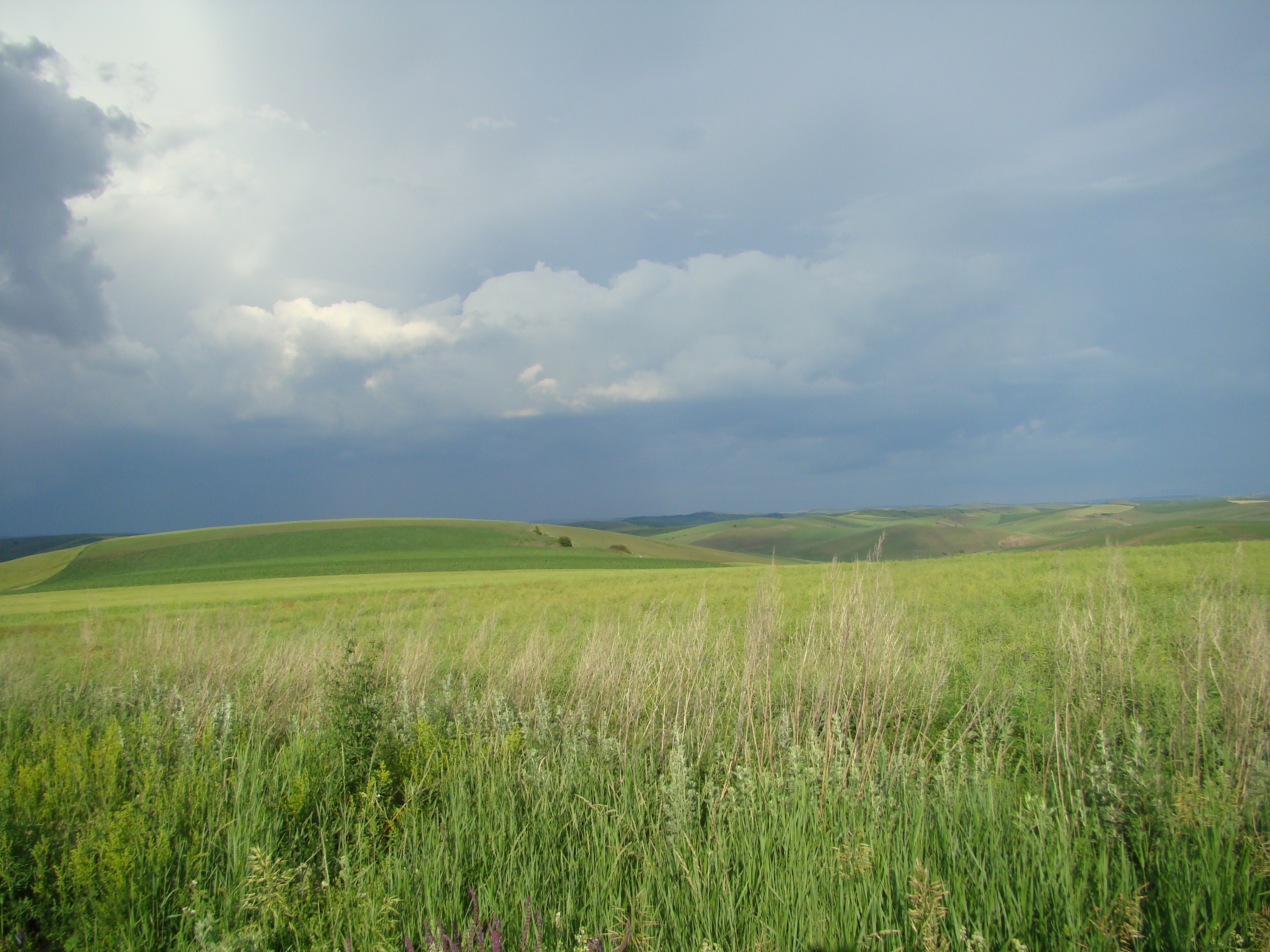
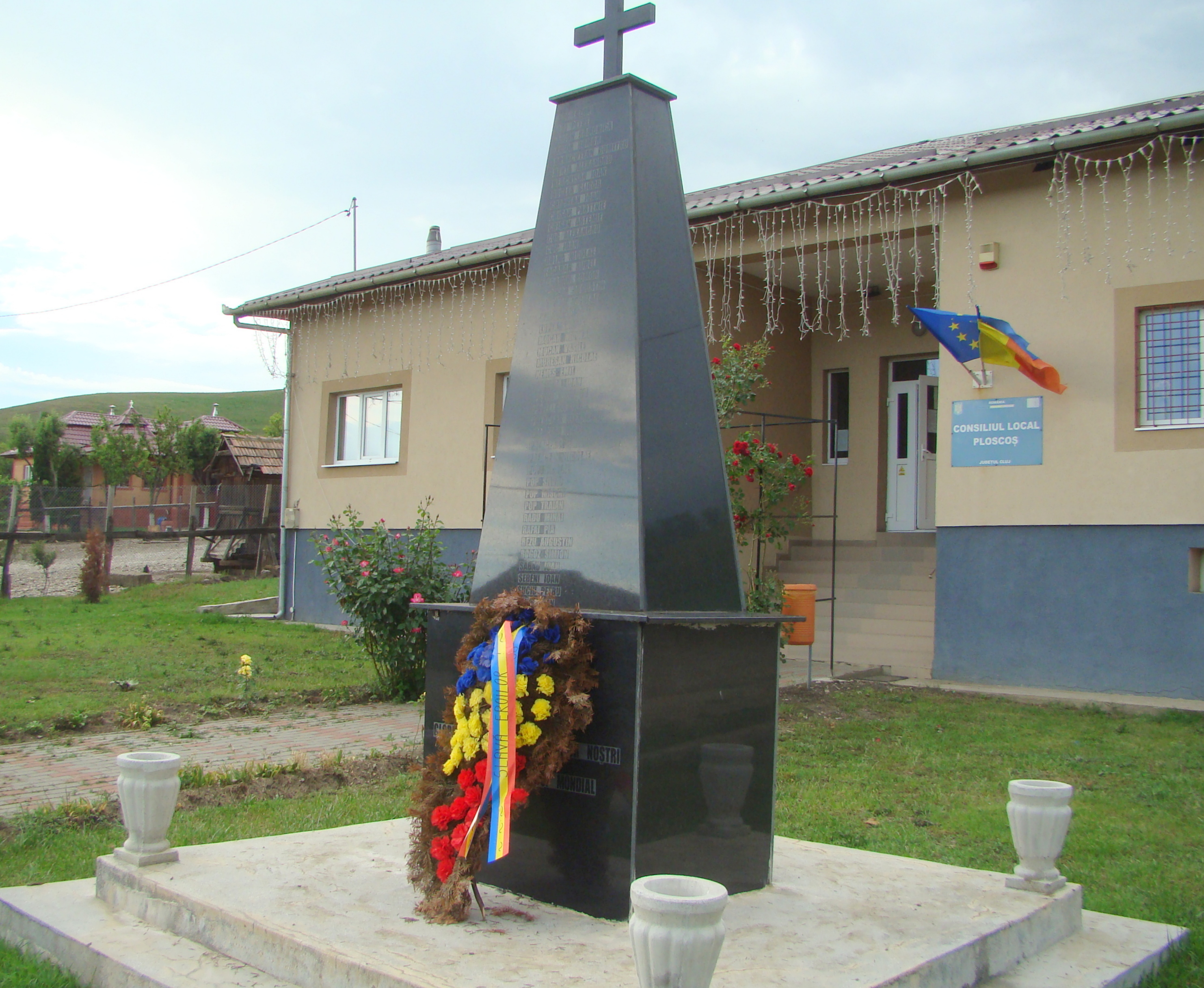
Monumentul eroilor
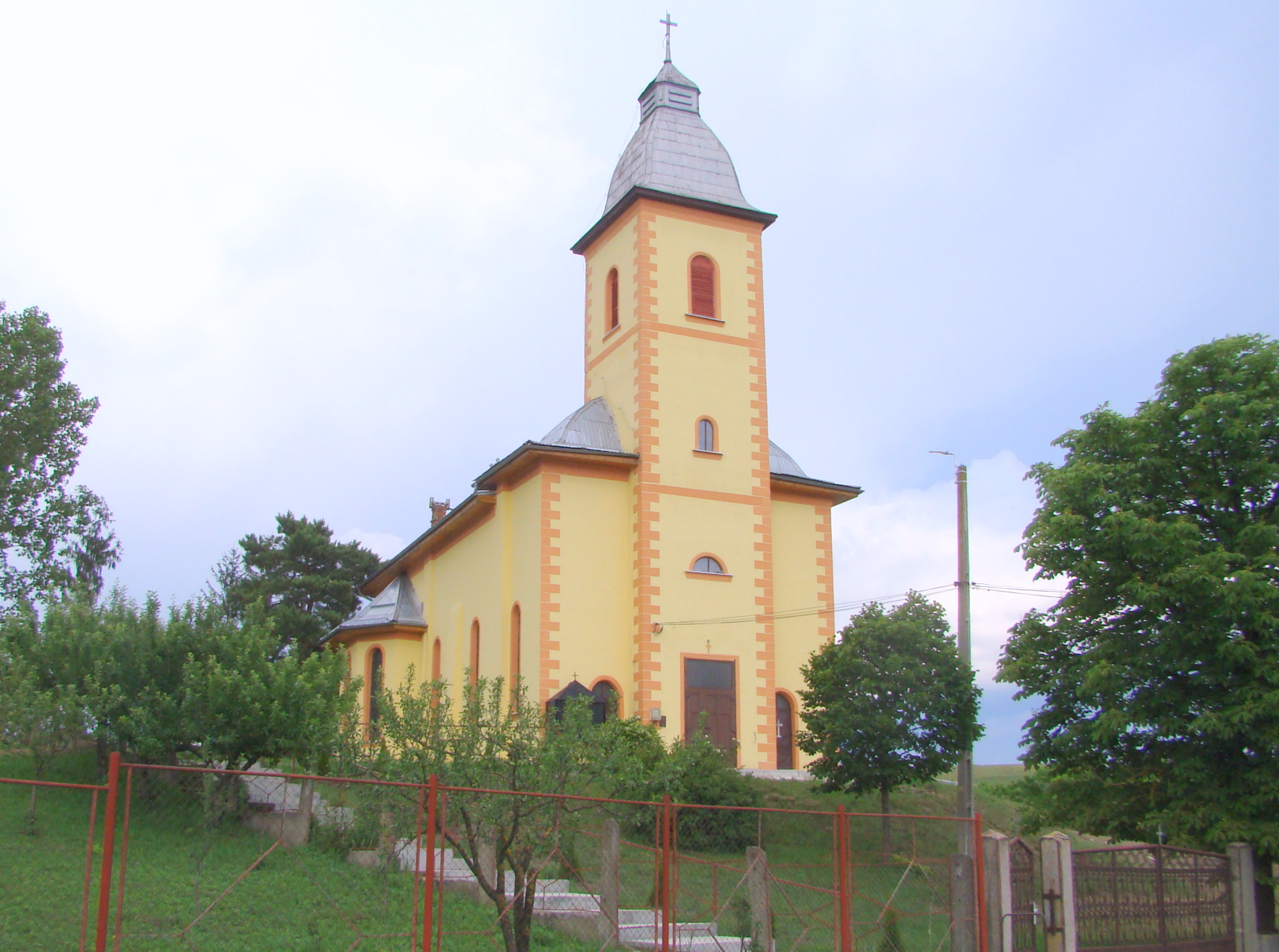
Biserica „Sfântul Nicolae” (1932), cu transformări ulterioare
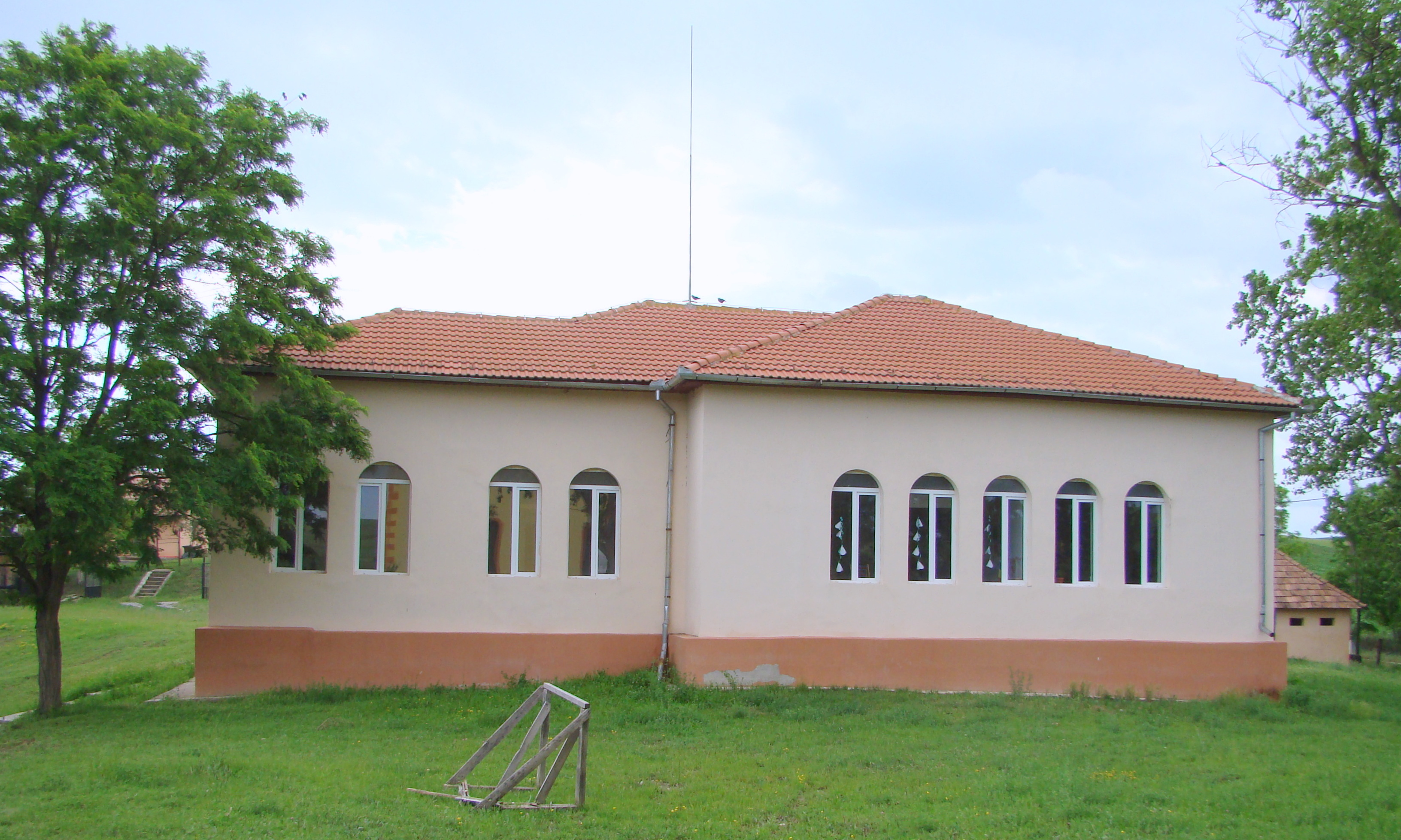
Căminul cultural
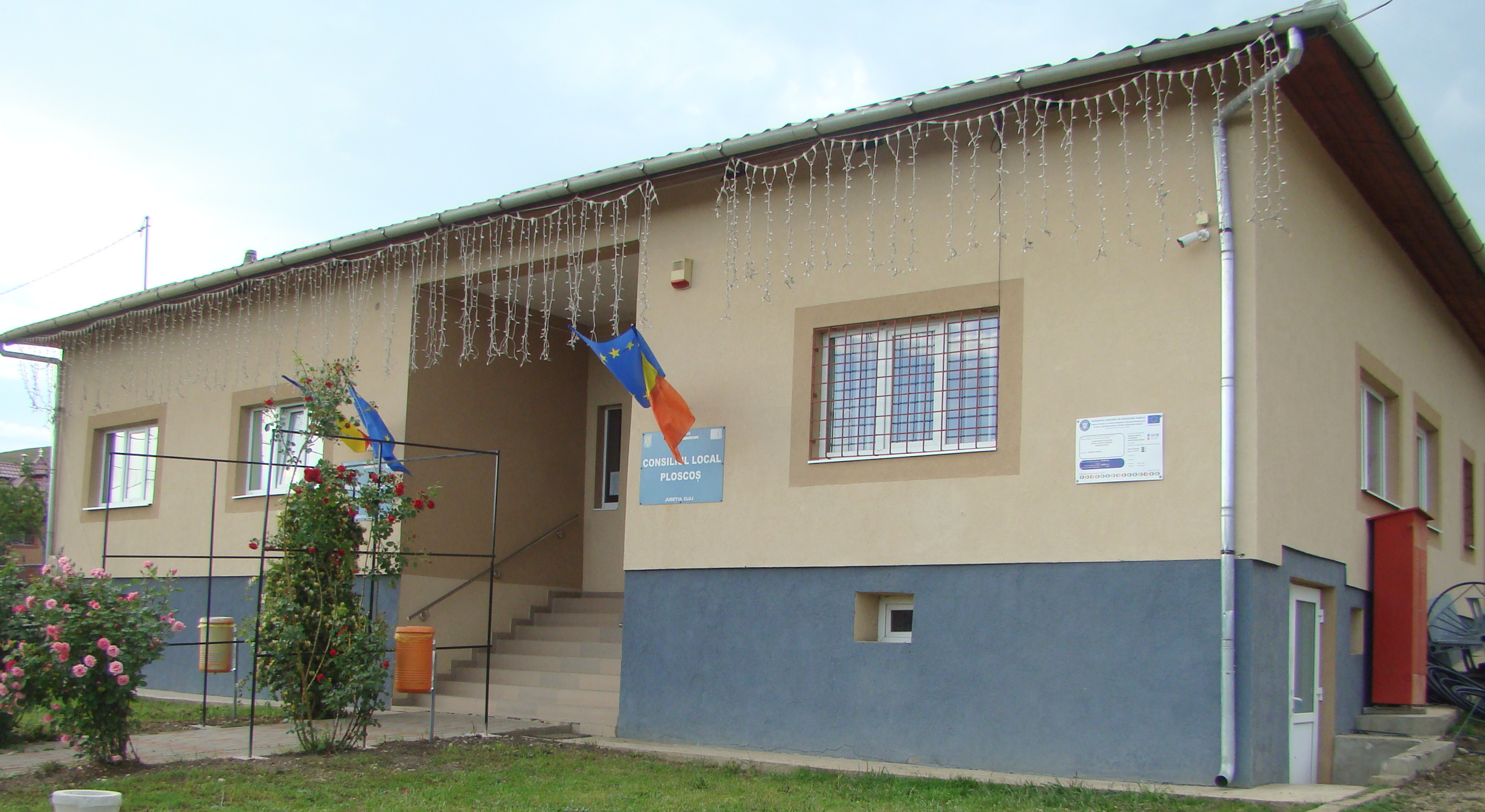
Primăria comunei
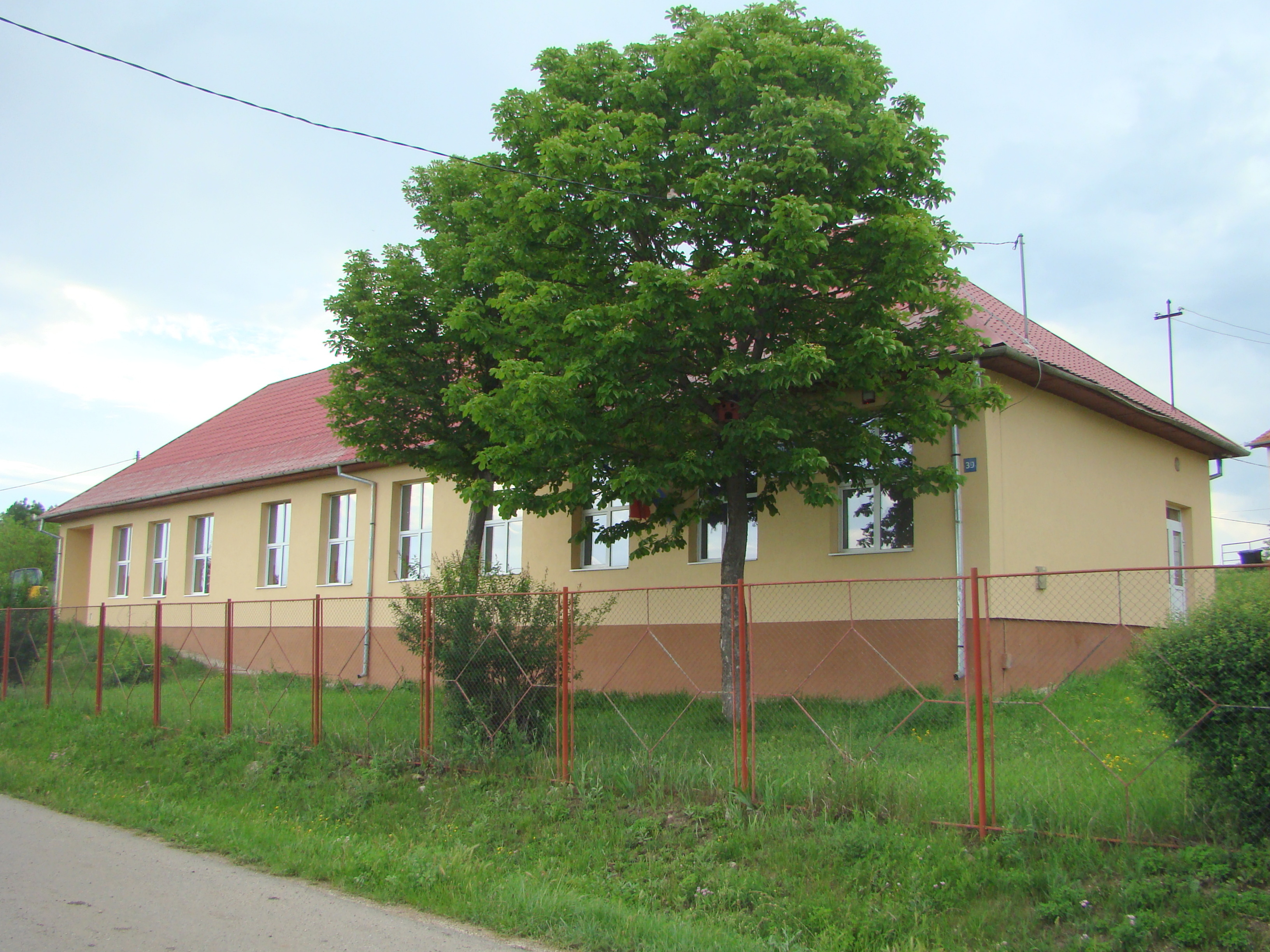
Școala
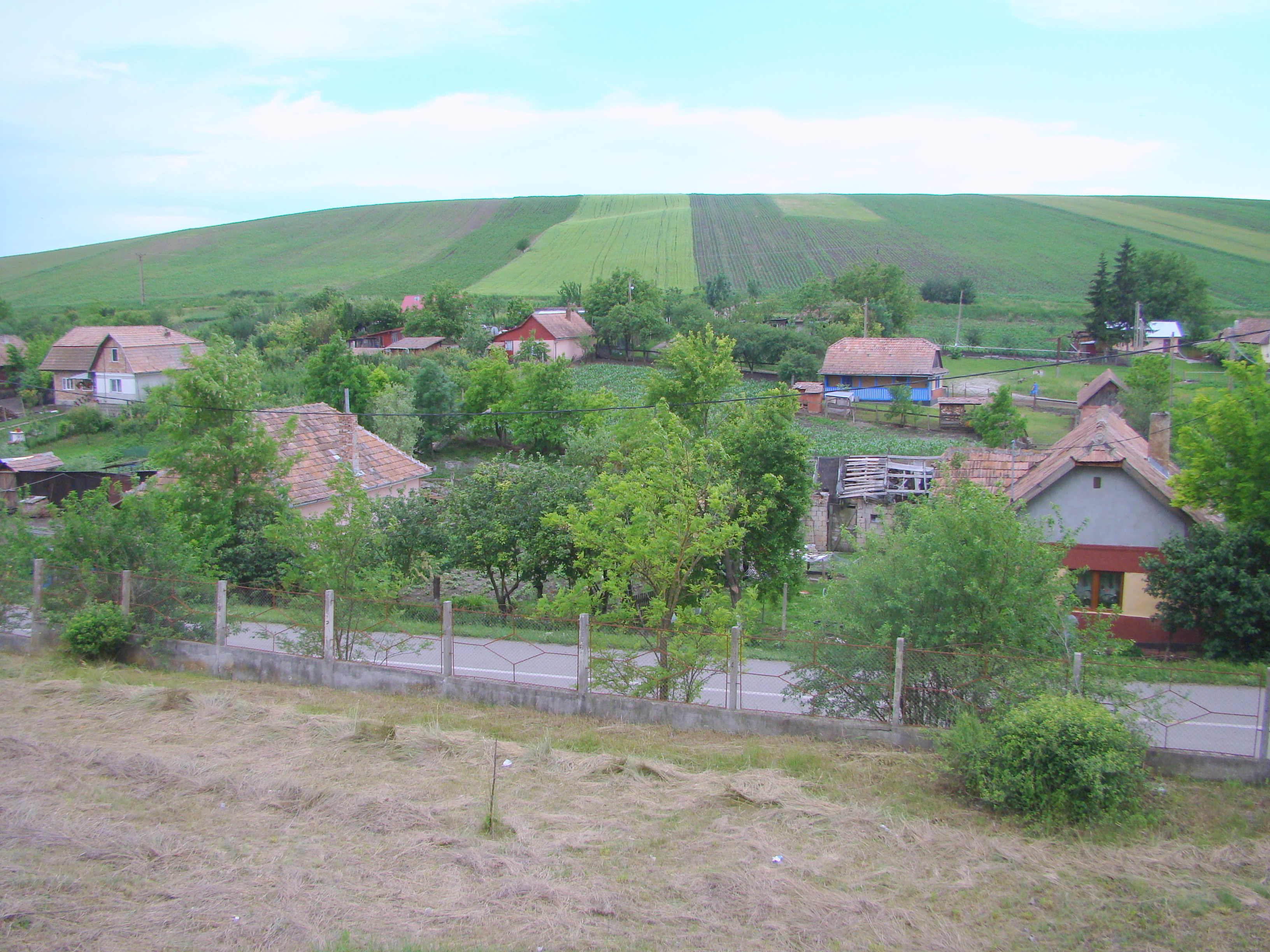